# Horodok (Schytomyr)
Horodok (ukrainisch Городок; russisch Городок/Gorodok) ist eine Siedlung städtischen Typs im Osten der ukrainischen Oblast Schytomyr mit etwa 2600 Einwohnern.

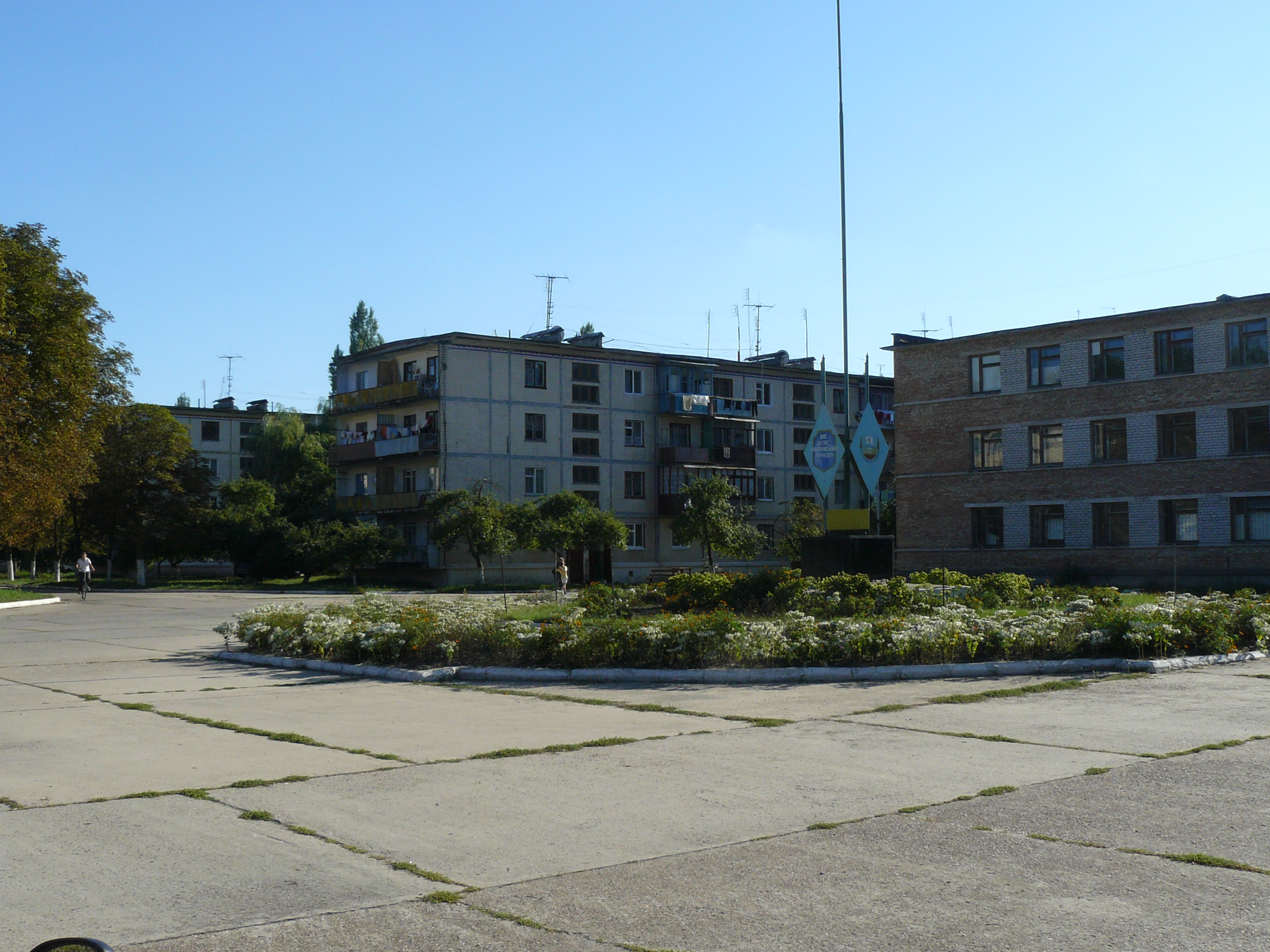
Blick ins Ortszentrum

Horodok wurde 1969 als geheime Militärstadt Makariw-1 (Макарів-1, in Anlehnung an das südöstlich gelegene Makariw) gegründet, es waren hier 2 verschiedene Militäreinheiten (eine für die Wartung von Atomwaffen, eine für Militärseismologie) stationiert, am 5. Juli 2012 wurde auf Beschluss der Werchowna Rada der Status der Militärstadt aufgehoben und der Ort zu einer Siedlung städtischen Typs mit dem Namen Horodok ernannt. Sie ist die einzige Ortschaft der gleichnamigen Siedlungsratsgemeinde.
Die Siedlung liegt im Rajon Schytomyr östlich des Teteriw, etwa 67 Kilometer nordöstlich vom Oblastzentrum Schytomyr und 18 Kilometer nordöstlich vom ehemaligen Rajonzentrum Radomyschl. Die Ortschaft besitzt einen Bahnanschluss an die Bahnstrecke Kowel–Kiew.

## Verwaltungsgliederung
Am 18. Dezember 2019 wurde die Siedlung zum Zentrum der neugegründeten Siedlungsgemeinde Horodok (ukrainisch Городоцька селищна громада/Horodozka selyschtschna hromada), zu dieser zählen auch noch die Siedlung städtischen Typs Bila Krynyzja sowie das Dorf Ossiw, bis dahin bildete sie die gleichnamige Siedlungsratsgemeinde Horodok (Городоцька селищна рада/Horodozka selyschtschna rada) im Nordosten des Rajons Radomyschl.
Am 17. Juli 2020 kam es im Zuge einer großen Rajonsreform zum Anschluss des Rajonsgebietes an den Rajon Schytomyr.
Folgende Orte sind neben dem Hauptort Horodok Teil der Gemeinde:
| Name                     | Name         | Name                           |
| ukrainisch transkribiert | ukrainisch   | russisch                       |
| ------------------------ | ------------ | ------------------------------ |
| Bila Krynyzja            | Біла Криниця | Белая Криница (Belaja Kriniza) |
| Ossiw                    | Осів         | Осов (Ossow)                   |